# Tina Romero
Tina Romero Alcazár (New York, 14 agosto 1949) è un'attrice messicana.

## Biografia
Nata negli Stati Uniti da genitori messicani, si forma come attrice in Messico. Negli anni ottanta sposa il regista messicano Gabriel Retes, dal quale ha due figli prima di divorziare. Nel 1982 debutta a Hollywood con una parte da comparsa nel film premio Oscar Missing - Scomparso. Dopo essere tornata in Messico, partecipa a diverse produzioni locali, specialmente serie televisive: ottiene un ruolo fisso in El rincón de los prodigios, La mentira, Amarte así, Mi pecado e Quiero amarte. Nel 1977 è la protagonista del film horror messicano Alucarda, girato in lingua inglese e divenuto un cult del genere.

## Filmografia parziale

### Televisione
- Bella y bestia (1979) - in 20 episodi
- El rincón de los prodigios (1988) - in 124 episodi - Mercedes
- Simplemente María (1989) - in 1 episodio
- Alondra (1995)
- La mentira (1998) - in 93 episodi - Irma de Moguel, poi Irma Moguel
- Rosalinda (1999) - in 4 episodi - Dolores Romero
- Amarte así (2005) - in 119 episodi - Doña Evangelina Lizuralde
- Pasión (2007) - in 2 episodi - Criada
- El Juramento (2008) - in 1 episodio - Silvia Vega
- Verano de amor (2009) - in 1 episodio - Pura Guerra
- Mi pecado (2009) - in 109 episodi - Asunción Torres
- Llena de amor (2010) - in 2 episodi - Paula
- Una maid en Manhattan (2011) - in 1 episodio
- Rosario (2013) - in 1 episodio
- Dama y obrero (2013) - in 1 episodio - Alfonsina Cardemil
- Quiero amarte (2014) - in 43 episodi - Rebeca